# Paul-Olivier Delannois
Paul-Olivier Delannois (Doornik, 1 juli 1966) is een Belgische politicus voor de PS.

## Levensloop
Delannois behaalde een licentiaat in de politieke wetenschappen aan de ULB en raakte tijdens zijn studies onder de indruk van de acties van José Happart tijdens de Voerkwestie. Hij ging als adviseur aan de slag op het kabinet van Christian Massy, toenmalig OCMW-voorzitter in Doornik. Toen Massy van 1995 tot 2001 in het Waals Parlement zetelde, werkte Delannois als diens parlementaire attaché. Van 2001 tot 2004 was hij dan kabinetschef van Massy, in diens hoedanigheid als burgemeester van Doornik. Daarnaast was hij van 1994 tot 2007 directeur van een opvangtehuis voor gehandicapten.

### Gemeentepolitiek in Doornik
Voor de PS werd Delannois in oktober 2000 verkozen tot gemeenteraadslid van Doornik, maar hij nam zijn zetel niet in. Van 2003 tot 2010 was hij er voorzitter van de plaatselijke partijafdeling. In oktober 2006 werd Delannois opnieuw verkozen in de Doornikse gemeenteraad. Hij ging ditmaal wel zetelen en werd fractieleider in de gemeenteraad. Van juni 2007 tot mei 2014 was hij voorzitter van de afvalintercommunale Ipalle en in november 2007 werd hij tevens aangesteld tot voorzitter van het autonoom gemeentelijk bedrijf, waarbij hij de financiële problemen rond het Stade Luc Varenne diende aan te pakken. 
In februari 2010 werd Delannois vervolgens schepen van de stad. Na de gemeenteraadsverkiezingen van oktober 2012 werd hij opnieuw schepen, alsook waarnemend burgemeester ter vervanging van Waals minister-president Rudy Demotte. Hij bleef beide functies uitoefenen tot eind 2018. Bij de gemeenteraadsverkiezingen van dat jaar haalde Delannois meer voorkeurstemmen dan Demotte, waardoor hij conform het Waalse lokale kiesdecreet het burgemeesterschap kon opeisen. Hij kwam aan het hoofd te staan van een coalitie van PS en Ecolo.
Sinds januari 2019 is Delannois tevens vicevoorzitter van de raad van bestuur van het UVCW, de Waalse vereniging van steden en gemeenten, en sinds mei 2019 is hij lid van de raad van bestuur van IDETA, het intercommunaal agentschap voor territoriale ontwikkeling voor Waals Picardië. 

### Parlementaire loopbaan
In juni 2004 werd Paul-Olivier Delannois verkozen tot Waals Parlementslid en tot lid van het Parlement van de Franse Gemeenschap. Hij vervulde beide mandaten tot aan de verkiezingen van juni 2009, waarbij hij niet werd herkozen. In mei 2014 werd hij vanop de vijftiende plaats van de PS-lijst voor de kieskring Henegouwen verkozen in de Kamer van volksvertegenwoordigers. Hij zetelde tot aan de verkiezingen van mei 2019 en was toen geen kandidaat meer ten voordele van zijn partner Ludivine Dedonder, die als schepen ook actief was in de gemeentepolitiek van Doornik. Zij werd in oktober 2020 minister van Defensie in de regering-De Croo.